# Chlorocypha centripunctata
Chlorocypha centripunctata là loài chuồn chuồn trong họ Chlorocyphidae. Loài này được Gambles mô tả khoa học đầu tiên năm 1975.